# أهلية (فقه)
الأهلية في اللغة هي الاستحقاق والصلاحية يقال فلان أهل للإكرام أي مستحق له.
أما الأهلية في الفقه الإسلامي فهي صفة يقدرها الشارع في الشخص تجعله محلاً صالحاً لخطاب تشريعي.
و قد ميز الفقهاء في الأهلية من حيث المناط الذي تناط به بين نوعين فقسموها إلى قسمين:
1. أهلية وجوب: ومناطها الحياة الإنسانية فحكمها صلاحية الإنسان للإلزام والالتزام.[2]
2. أهلية أداء: ومناطها العقل والتمييز وحكمها صلاحية الإنسان لصدور الأفعال والأقوال منه على وجه يعتد به شرعاً.[3]

و هذان القسمان قسما إلى قسمين أهلية الوجوب الكاملة وأهلية وجوب ناقصة فكانت الأقسام بذلك أربعة وهي تأتي بحسب ترتيب نشوئها لدى الإنسان على الشكل الآتي في الجدول:

## الأحكام أو الحقوق التي تثبت للجنين
- أهلية وجوب ناقصة: وتكون هذه الأهلية عندما يمر الإنسان في طور الاجتنان أي عندما يكون في بطن أمه فالجنين في بطن أمه إنسان حي ناقص الحياة فهو من وجه حي له نفس وجسم وروح ومن وجه آخر جزء من أجزاء أمه تابع لها.

يثبت للجنين بعض الحقوق وهي النسب والميراث والوصية والوقف ولا يستحق الجنين أي حق على غيره سوى هذه الأحكام الأربعة فلا يستحق هبة ولا صدقة فحقوقه الأربعة تعتبر أثناء طور الاجتنان موقوفة على ولادة الجنين حياً حقيقة أو حكماً.

## الأحكام أو الحقوق التي تثبت للطفل
- أهلية وجوب كاملة: وتبدأ هذه الأهلية بطور الطفولة أي عند ولادة الجنين حياً حقيقة أو حكماً فإذا ولد أكثره حياً ثم مات كان حكمه حكم من ولد كله حياً ذلك أن للأكثر حكم الكل، ونهاية هذا الطور تكون ببلوغ الطفل سن التمييز وهو سن السابعة لدى جمهور الفقاء.
وهي تجعل الطفل أهلاً للإلزام مطلقاً وقابليته للإلزام تفصل في عدة حالات:
1. العبادات البدنية كالصلاة والصوم والحج والزكاة عند الحنفية (الطفل ليس أهلاًً للإلزام للعبادات فلا تجب عليه الصلاة ولا الصوم).
2. العقوبات بدنية كانت أو مالية؟، كالقصاص والدية (الطفل ليس أهلاً للإلزام في العقوبات بدنية كانت أو مالية فلا يجب القصاص أو الدية).
3. الالتزامات المالية التي فيها معنى التعويض كضمان المتلفات (الطفل أهلاً للإلزام ويصح إلزامه بهذه الالتزامات إذا استكمل الإلزام عناصره الشرعية).
4. الالتزامات المالية نحو الغير مما ليس فيه معنى التعويض ولا العقوبة كضمان ثمن المبيع المشترى له (الطفل أهلاً للإلزام ويصح إلزامه بهذه الالتزامات إذا استكمل الإلزام عناصره الشرعية).

## الأحكام أو الحقوق التي تثبت للإنسان في طور التمييز
- أهلية أداء ناقصة: وتبدأ هذه الأهلية بطور التميز حيث ينتهي طور الطفولة وهو بلوغ الطفل السابع من عمره ونهاية هذه الأهلية البلوغ رشيداً.

والبلوغ بالسن فهو عند أبي حنيفة في الغلام ببلوغه الثامنة عشرة من العمر وعند الصاحبين والشافعي يكون ببلوغ الغلام أو الفتاة سن الخامسة عشرة .

أما الرشد فهو حسن التصرف في المال لى الوجه المعتاد فإذا بلغ الإنسان دون أن يحسن التصرف بالمال عُدَّ بالغاً غير رشيد.
أهلية الأداء الناقصة تجعل المميز أهلاً لصدور بعض الأقوال والأفعال منه على وجه يعتد بها شرعاً. و قسم الفقهاء هذه التصرفات إلى ثلاثة أقسام:
1. تصرفات شرعية ضارة ضرراً محضاً كالهبة والصدقة فهذه التصرفات باطلة إذا صدرت من المميز فإذا وهب من ماله شيئاً لم تنعقد الهبة وكذلك الصدقة (الصدقة ضرر مالي لأنها تمليك بلا مقابل ولا ينظر إلى مافيها من أجر وثواب يفوق هذا الضرر المالي).
2. تصرفات شرعية نافعة نفعاً محضاً كقبول الهبة غير المشروطة وقبول الصدقة فلو قبل صدقة أو هبة من أحد أصبح مالكاً لها.
3. تصرفات شرعية دائرةٌ بين النفع والضرر كالبيع والإجارة والشركة هذه التصرفات صحيحة لكنها موقوفة على إذن وليه إن أجازه نفذ وإلا بطل.

- أما العبادات البدنية: كالصلاة والصوم، فإنها تصح منه مطلقاً دون أن تجب عليه؛ لأن لا ضرراً مالياً فيها ولكنها تقع منه نفلاً ولا تغني عن الفرض، فلو حج الصغير المميز ثم بلغ لم يغنه ذلك عن حجة الإسلام.

## الأحكام أو الحقوق التي تثبت للإنسان عند بلوغ الرشد
- أهلية أداء كاملة: 
و تبدأ هذه الأهلية بطور البلوغ مع الرشد فإذا بلغ الإنسان رشيداً فقد انتهى طور التمييز في حقه ودخل في طور البلوغ الراشد عند الفقهاء جميعاً. 

الأحكام والحقوق التي تثبت للبالغ الراشد أو أحكام أهلية الأداء الكاملة:
إذا بلغ الإنسان رشيداً فقد أصبح أهلاً للقيام بجميع التصرفات الشرعية التي يعتد بها الشارع ويرتب عليها أحكاماً شرعية وتعتبر كل أقواله وأفعاله الشرعية أقولاً وأفعالاً صحيحة نافذة منذ صدورها وهذا محل اتفاق الفقهاء.